# Miért hagytuk, hogy így legyen?
A Miért hagytuk, hogy így legyen? Koncz Zsuzsa gyűjteményes CD-je 1999-ből, néhány új dallal. Több Illés és Fonográf-dal is feldolgozásra került, illetve József Attila Kertész leszek című verse is. A hangszerelő Závodi Gábor.

## Az album dalai
1. Szóljon a dal (Menyhárt János – Bródy János) 4:11
2. Miért hagytuk, hogy így legyen? (Illés Lajos – Bródy János) 2:52[1]
3. A Kárpáthyék lánya (Szörényi Szabolcs – Bródy János) 5:10
4. Ahogy lesz, úgy lesz (J. Livingston – R. Evans – G. Dénes György) 3:19
5. Ne vágj ki minden fát (Szörényi Levente – Bródy János) 3:31
6. Bolyongok (Bródy János – József Attila) 3:18
7. Százéves pályaudvar (Gerendás Péter – Bródy János) 3:45
8. Hej, tulipán (Bródy János) 2:41
9. Ha fordul a világ (Bornai Tibor – Bródy János) 3:40
10. A lány, akinek tiszta szeme volt (Bródy János) 4:34
11. Dal az ártatlanságról (Szörényi Levente – Bródy János) 4:24
12. Kertész leszek (Bródy János – József Attila) 4:15
13. Valahol egy lány (Illés Lajos – Bródy János) 3:52
14. Ha én rózsa volnék (Bródy János) 3:58
15. Jöjj, kedvesem (Tolcsvay László – Bródy János) 4:26

## Külső hivatkozások
- Információk Koncz Zsuzsa honlapján
- Miért hagytuk, hogy így legyen? c. film-betétdal, az Illés-zenekar előadásában (video.xfree.hu).